# Маляль (Резваншагр)
Маляль (перс. ملال) — село в Ірані, у дегестані Хушабар, у Центральному бахші, шагрестані Резваншагр остану Ґілян. За даними перепису 2006 року, його населення становило 33 особи, що проживали у складі 7 сімей.

## Клімат
Середня річна температура становить 12,35 °C, середня максимальна – 27,04 °C, а середня мінімальна – -2,52 °C. Середня річна кількість опадів – 515 мм.
| Клімат поселення                              | Клімат поселення | Клімат поселення | Клімат поселення | Клімат поселення | Клімат поселення | Клімат поселення | Клімат поселення | Клімат поселення | Клімат поселення | Клімат поселення | Клімат поселення | Клімат поселення | Клімат поселення |
| Показник                                      | Січ.             | Лют.             | Бер.             | Квіт.            | Трав.            | Черв.            | Лип.             | Серп.            | Вер.             | Жовт.            | Лист.            | Груд.            |                  |
| Середній максимум, °C                         | 9,72             | 9,02             | 10,72            | 15,27            | 20,42            | 25,24            | 27,04            | 26,75            | 22,27            | 19,20            | 13,49            | 10,08            |                  |
| Середня температура, °C                       | 3,94             | 3,24             | 4,94             | 9,49             | 14,63            | 19,46            | 22,66            | 22,37            | 17,88            | 14,82            | 9,10             | 5,70             |                  |
| Середній мінімум, °C                          | −1,84            | −2,52            | −0,84            | 3,72             | 8,86             | 13,68            | 18,27            | 17,98            | 13,49            | 10,42            | 4,71             | 1,30             |                  |
| Норма опадів, мм                              | 43               | 39               | 59               | 59               | 41               | 20               | 12               | 19               | 42               | 63               | 53               | 65               |                  |
| Середньомісячна швидкість вітру, м/с          | 2.12             | 2.41             | 2.47             | 2.58             | 2.20             | 2.18             | 2.47             | 2.28             | 1.89             | 2.05             | 1.98             | 1.95             |                  |
| Середньомісячна сонячна радіація, кДж/м²·день | 7142             | 9548             | 11737            | 16058            | 19851            | 22698            | 23553            | 20004            | 16487            | 11505            | 8755             | 6817             |                  |
| --------------------------------------------- | ---------------- | ---------------- | ---------------- | ---------------- | ---------------- | ---------------- | ---------------- | ---------------- | ---------------- | ---------------- | ---------------- | ---------------- | ---------------- |
| Джерело:                                      |                  |                  |                  |                  |                  |                  |                  |                  |                  |                  |                  |                  |                  |